# Barlingbo
Barlingbo är en småort i Barlingbo socken, Gotlands kommun i Gotlands län.
Barlingbo kyrka ligger i orten, som upptar Prästgårdens och Digeråkre ägor, samt delar av Lillåkre, Busarve och Massarve. Orten växte fram kring Barlingbo järnvägsstation vid den 1878 invigda Gotlands järnväg.